# Between the Lines (politieserie)
Between the Lines (1992-1994) was een Britse politieserie met 35 afleveringen rondom het leven van Detective Superintendent Tony Clark, gespeeld door Neil Pearson. Clark was een ambitieuze medewerker van het Complaints Investigation Bureau (CIB), een afdeling die corruptie onderzoekt bij de Metropolitan Police in Londen

## Rolverdeling
- Neil Pearson – Det. Supt. Tony Clark (35 afleveringen 1992-1994)
- Tom Georgeson – Det. Insp. Harry Naylor (35 afleveringen 1992-1994)
- Siobhan Redmond – Det. Sgt. Maureen Connell (35 afleveringen 1992-1994)
- Robin Lermitte – Det. Supt. David Graves (18 afleveringen 1992-1994)
- Tony Doyle – Chief Supt. John Deakin (16 afleveringen 1992-1993)